# Dexia fusiformis
Dexia fusiformis là một loài ruồi trong họ Tachinidae.